# Церковь 55-го пехотного Подольского полка
В 1888 году полк, ведущий походно-кочевой образ жизни и никогда ранее не имевший постоянных квартир, был определен на постоянное место дислокации в город Бендеры. При нем постоянно действовала походная церковь Спаса Нерукотворного. Прибыв в Бендеры, Подольский полк не смог разместиться в Бендерской крепости. Ее уже занимал Ларго-Кагульский резервный пехотный полк, поэтому роты и батальоны Подольского полка были размещены во всех районах города, частично в Парканах и одна рота даже в Тирасполе. Естественно, что крепостной церковью Александра Невского полк пользоваться не мог. Помимо Подольского полка, в город Бендеры из Кишинева и Тирасполя на тренировки в Лагерное поле регулярно прибывали и другие полки 14-й пехотной дивизии, которые на длительное время оставались в городе и также нуждались в отправлении богослужений. Действующий к тому времени городской Преображенский собор не мог вместить всех желающих, и, кроме того, солдаты и офицеры 14-й дивизии нуждались именно в «своем», военном храме, где можно было бы почтить память погибших и вспомнить о своем героическом прошлом.
В этот же год командир Подольского полка полковник Резвый Дмитрий Модестович, оправдывая свою фамилию, принялся «стучаться» во все инстанции с просьбой выделить полку землю в центре города под строительство своего собственного храма. Его идею поддержал и начальник Бендерского отделения Киевского жандармского управления железных дорог Вырубов, который лично внес данное ходатайство на рассмотрение городской Думы. Благоприятную роль в принятии положительного решения в пользу отведения земли сыграл следующий факт: в ходатайстве жандармский чиновник не преминул отметить, что храм строится в честь счастливого избавления царской семьи при крушении поезда, которое случилось в этот же год на станции Борки. При нем погибло свыше 20 человек, но никто из царской семьи не пострадал.
10 октября 1889 года городская Дума выделила под постройку полкового храма участок земли площадью 600 кв. саженей на углу улиц Софиевской и Владимирской (современный детский сад № 23, напротив здания УВД г. Бендеры по ул. Дзержинского). Одновременно со своим решением, Дума выделила для постройки храма 1 тысячу рублей. Практически сразу же начался сбор добровольных пожертвований жителями города. Люди жертвовали довольно значительные суммы — от 500 до 5 тысяч рублей. Те, кто не мог дать денег, вносили свою лепту стройматериалами. Уже в период постройки храма, городская Дума в 1892 году дополнительно выделила еще участок в 300 кв. саженей для хозяйственных построек. В 1899 году строительство храма было окончено, он был освящен и с этого момента стал являться официальной полковой церковью 55-го Подольского полка.
В ежегодных отчетах Бендерского столоначальника всегда упоминалось о том, что крепостная Александра Невского и полковая Спасская являются самостоятельными церквями «с притчами от военного ведомства». Помимо военных, во вновь отстроенную полковую церковь стали приходить жители близлежащих Протягайловки и Хомутяновки, военные священники этому не препятствовали. В самом храме хранились военные святые реликвии, свидетели ратных подвигов подольцев при обороне Шипки. На стенах, на мраморных плитах были высечены имена солдат и офицеров полка, сложивших свои головы при переправе через Дунай, на горе Св. Николая, на скалах Орлиного гнезда.
Церковь продолжала действовать даже тогда, когда 55-й пехотный Подольский полк ушел на поля сражений Первой мировой войны, с которой ему уже не суждено было вернуться, по крайней мере, в старом качестве героического пехотного полка Русской императорской армии.
С момента оккупации города в 1918 году войсками королевской Румынии поток прихожан резко упал, и вскоре полковую церковь приписали к Преображенскому собору. Выше упоминалось об ущербе, нанесенном крепостной церкви Александра Невского, но ущерб, причиненный полковой церкви, был несоизмеримо больше. Комиссией 1944 года он был оценен в 743 тысячи рублей!
Уже в советское время полковую церковь передали под железнодорожный клуб, потом — в ведение Молдкнигторга, городского стадиона под спортивный зал, и, в конечном итоге, в начале 60-х годов прошлого столетия здание было снесено. Часть реликвий из полковой церкви была передана на хранение в Преображенский собор, но большая часть исчезла, и судьба их до сих пор неизвестна.
До нашего времени, к сожалению, не дошли фотографии этой церкви хорошего качества. На одной из фотографий можно увидеть, что крышу церкви венчал небольшой купол в виде луковицы, впереди была расположена небольшая звонница.
Из статистического описания церквей по военному ведомству по городу Бендеры известно, что «церковь 55-го пехотного Подольского полка в честь Нерукотворного Образа Христа Спасителя зданием каменная, в виде креста, вместимостью на 500 человек. Сооружена в 1899 году на частные пожертвования (около 35 тысячи рублей). Святой престол церкви именуется во славу благоверного великого князя Александра Невского». Именно поэтому очень часто путают два этих военных храма, один из которых был в крепости и носил имя Александра Невского, а второй был в городе и его престол также был назван в честь русского князя-воина.
Даже в акте инвентаризации полкового храма 55-го Подольского полка, расположенного по ул. Софиевской, от 1947 года он назван не своим именем, а именно именем князя Александра Невского. Поэтому после ознакомления с данным актом пришлось на старых картах Бендерской крепости долго и тщательно искать улицу Софиевскую, пока, наконец, не стало понятно, что вся путаница произошла из-за одинаковых названий крепостной церкви и престола полковой церкви.
Известно, что к крепостной церкви Александра Невского была приписана часовня на военном отведенном кладбище близ с. Борисовка. Как она выглядела и когда именно была выстроена, неизвестно. Одни из старожилов утверждают, что она была выстроена в центре военного кладбища, вторые же — что в его верхней части, на месте нынешнего магазина «Прага». При расчистке кладбища в 2007 году, сотрудниками Министерства внутренних дел был обнаружен капитальный фундамент именно в средней части заброшенного кладбища, судя по которому часовня была небольшой, площадью не более 25 кв. м.
Часовня не являлась в полном понимании церковью, службы в ней или не велись вообще или же велись по большим церковным праздникам. Часто военные часовни могли быть представлены даже не в виде помещения, а в виде какого-либо монументального знака в виде креста или небольшой храмовой крыши на подпорках. Строились часовни, как правило, на полях сражений или же в местах воинских захоронений, в память о тех, кто упокоен в этом месте.
При строительстве военно-исторического мемориального комплекса на месте военного кладбища, в память о всех солдатах и офицерах, а также в память о не сохранившейся полковой церкви 55-го Подольского полка, на территории мемориала была выстроена каменная часовня — уменьшенная копия храма на Поклонной горе, которая была названа в честь Нерукотворного Образа Христа Спасителя. Как и в старые героические времена, на гранитных плитах, размещенных на стенах этой часовни, начертаны фамилии погибших при штурме крепости, боевые вехи Подольского полка. Также значатся фамилии тех, кто погиб при штурме крепости в 1770 году, приведен список полков Русской императорской армии, принявших участие в этом штурме.
Эта часовня стала настолько посещаема жителями и гостями города, что решением Священного Синода в 2010 году ей присвоен статус церкви. В настоящее время она, как и крепостная церковь святого Александра Невского, находится в ведении Министерства внутренних дел, настоятели же в них назначены Указами Епископа Тираспольского и Дубоссарского Саввы.
Г. Вилков .Воинские храмы Приднестровья, Бендеры. Исторический альманах Приднестровья, 2011 г.